# Abbazia di Loccum
L'abbazia di Loccum (anche Luca o Locum in latino) era un'abbazia cistercense in Bassa Sassonia, Germania. Nel 1585 passò alla Confessione di Augusta, protestante. Venne fondata dal conte Wilbrand von Hallermund nel 1163 come filiale del monastero di Volkenroda in Turingia, con il quale è oggi collegata dal percorso di pellegrinaggio Loccum - Volkenroda. Oggi il monastero di Loccum, assieme al monastero di Maulbronn nel Baden-Württemberg, è considerato il monastero cistercense meglio conservato a nord delle Alpi.

## Storia

### Prima dell'abbazia

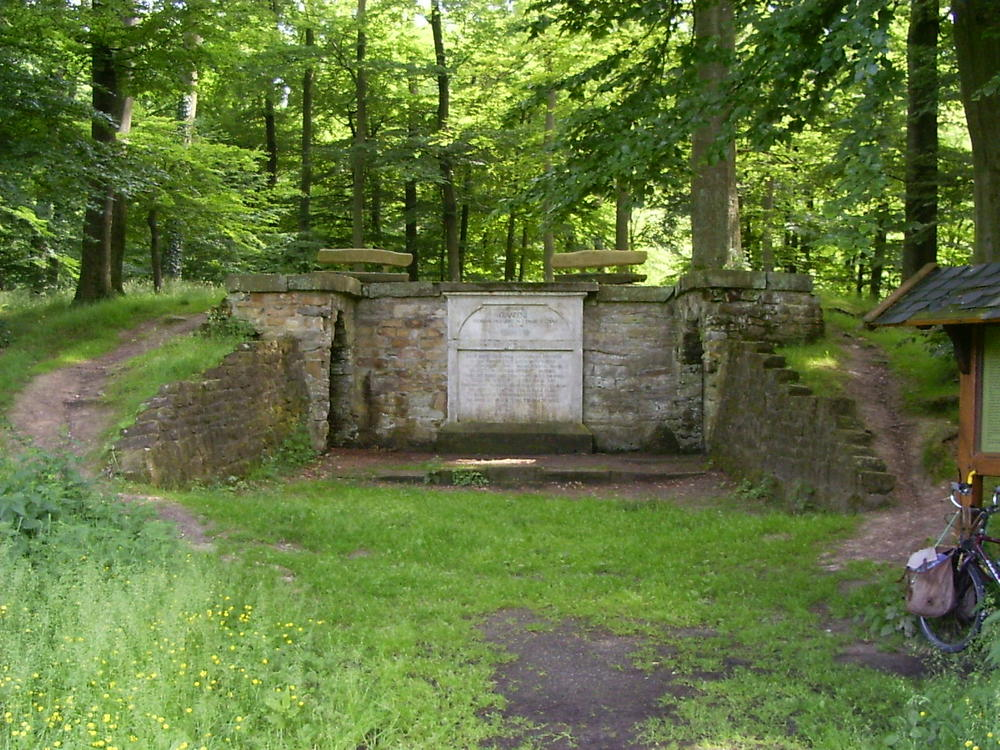
Resti del castello di Luccaburg con la lapide commemorativa dei primi scavi del 1820

Prima della costruzione dell'abbazia di Loccum, insisteva sullo stesso sito il castello di Luccaburg i cui resti si sono ritrovati in una serie di scavi condotti (1820, 1893 e 1914) a circa un chilometro più a sud del monastero attuale, nella valle del Fulde.
Il castello, originario probabilmente tra il IX ed il X secolo, era un tipico castello a motta arroccato su una collina di 40 metri di diametro, circondato da un muro di pietro di 2 metri di spessore e dell'altezza di quasi 3 metri. Il castello era con tutta probabilità già abbandonato prima della fondazione del monastero.

### La fondazione del monastero

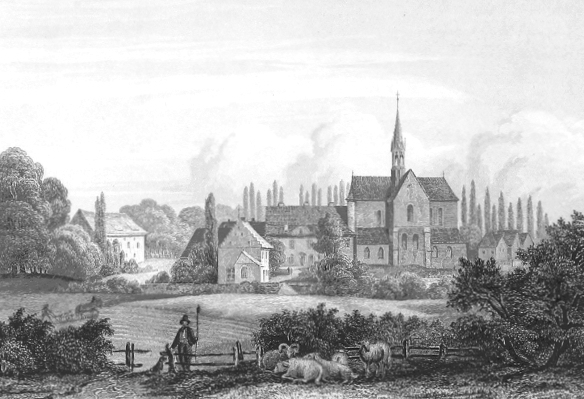
Il monastero nel XIX secolo

Nel 1163 un abate e dodici monaci del monastero cistercense di Volkenroda, in Turingia, si portarono a Loccum per stabilire sul posto una nuova fondazione per il loro ordine. L'insediamento dei monaci avvenne per merito del conte Wilbrand I di Loccum-Hallermund, signore di quelle terre.
Intorno al 1250, un monaco di Loccum, descrisse per primo le condizioni di vita dei primi monaci come drammaticamente pessime nella cosiddetta Vetus narratio de fundatione Monasterii Luccensis ("Vecchia storia della fondazione del monastero di Loccum"). Dopo di che i monaci si furono stabiliti in un "luogo di orrore e di lontana solitudine", un luogo "dove si trovano ladri e banditi", i padri fondatori di Loccum si accorsero che sarebbero stati obbligati a vivere una condizione di estrema povertà che li avrebbe se non altro riavvicinati all'esempio di Cristo.
Oggi, ad ogni modo, sappiamo con certezza che la descrizione dell'anonimo monaco medievale non doveva corrispondere a completa verità dal momento che le immediate vicinanze del monastero erano popolate e forse lo era persino il castello che qui si trovava. La zona inoltre non era così inospitale come descritto, perché nelle vicinanze di Loccum era già iniziata una vasta opera di bonifica delle aree paludose e forestali locali.
La chiesa, ancora oggi esistente, venne iniziata solo nel 1240.. I monaci di Loccum si occuparono perlopiù della lavorazione delle terre circostanti il monastero.

### Il periodo medievale
L'abbazia di Loccum passò di proprietaria alla casata di Hannover già dal 1279. Il monastero iniziò ad essere espanso già dal 1293 con l'aggiunta di un ulteriore cortile che veniva utilizzato prevalentemente per la vendita del grano raccolto dai monaci.
Loccum, come ente ecclesiastico, era un'abbazia imperiale e nel 1186 la comunità monastica di Loccum diede origine al monastero di Reinfeld.
Nei secoli del medioevo, ad ogni modo, Loccum vide un peggioramento tra XIII e XV secolo. Già col Ducecento, Loccum iniziò a soffrire per la mancanza di conversi che garantivano una corretta gestione delle grange presenti sul territorio di competenza del monastero e pertanto le terre iniziarono ad essere parcellizzate ed affittate a privati locali, non membri della comunità monastica. Con questa pratica, ad ogni modo, venne meno la crescita economica del monastero e la comunità si trovò in crescenti difficoltà economiche. Dall'inizio del XV, il monastero di Loccum iniziò ad indebitarsi per finanziare il mantenimento dei restanti 20 monaci e 10 conversi che lo abitavano stabilmente.
Diversi sono i riferimenti storiografici anche a crisi interne al monastero nel corso del XIV secolo. Più volte vi furono violenti scontri e faide con gentiluomini della zona, la maggior parte delle quali riguardava le proprietà del monastero. Nel 1320, nel corso di una di queste dispute tra il monastero e Konrad von Wendessen, tre monaci di Loccum rapirono e uccisero il figlio del nobile loro avversario.
Il culmine e il punto di svolta della crisi fu raggiunto a metà del XV secolo. L'anno 1454 fu decisivo; in quel tempo era prevista l'elezione di un nuovo abate. Poiché a Loccum non è stato trovato alcun candidato idoneo, l'abate del monastero di Volkenroda che lo aveva generato, promosse la nomina dell'abate Heinrich II del monastero di Marienrode. Il nuovo abate iniziò a migliorare la situazione economica dell'abbazia. Uno dei suoi successori, l'abate Arnold Holtvoigt (1458-1483), aprì il convento ai monaci coristi non aristocratici, ed il suo successore l'abate Ernst (1483-1492) era lui stesso un cittadino comune. Fu a quel punto che i monaci aristocratici decisero di lasciare il monastero, sebbene questa tendenza alla "borghesizzazione" dei conventi non fosse un caso isolato a Loccum, ma rappresentasse un elemento tipico dell'epoca. Il successo delle riforme è documentato nel rapporto di visita del 1504 dell'abate Nicolaus di Volkenroda in occasione dell'intronazione del nuovo abate, Boldewin Clausing. All'inizio del Cinquecento vivevano al monastero 40 monaci coristi e le condizioni economiche erano buone, migliorate anche dall'inizio di una sostanziale opera di allevamento di bestiame.

### La riforma protestante

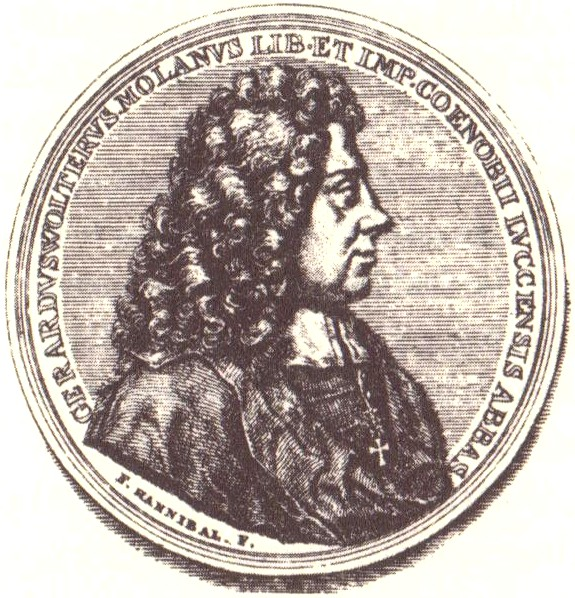
Gerhard Wolter Molanus († 1722), uno degli abati protestanti del monastero di Loccum

Nel 1585 il monastero di Loccum passò sotto la sovranità della casata dei Guelfi, previa conferma di tutti i diritti precedentemente acquisiti. Alla fine del XVI secolo il monastero passò sotto la Confessione di Augusta, ovvero al luteranesimo.
Durante la Guerra dei Trent'anni i "Frati conventuali evangelici di Loccum" trovarono rifugio ad Hannover dopo che il monastero venne per qualche tempo occupato da un monastero cistercense a seguito dell'editto di Restituzione.
Quando infine il monastero tornò nelle mani dei protestanti, venne chiusa definitivamente ogni attività legata alla vita monastica. I membri del convento, ora tutti appartenenti al clero luterano, non emettevano più i classici voti monastici di povertà, castità e obbedienza, ma avevano il diritto di sposarsi, nel qual caso avrebbero dovuto però lasciare il convento.  La nuova comunità, ad ogni modo, seppe conservare il proprio patrimonio fondiario almeno sino alla riforma agraria del XIX secolo. Nella seconda metà del Seicento, il monastero fu particolarmente prediletto dall'elettrice Sofia del Palatinato, il cui marito Ernesto Augusto di Brunswick-Lüneburg era anche vescovo luterano della diocesi di Osnabruck: la principessa, appassionata di ricamo, donò all'abbazia diversi oggetti liturgici in tessuto da lei ricamati, molti dei quali ancora oggi si conservano.

### Il monastero oggi
Dal 1891, il monastero ospita un'università ed un seminario protestante. Il titolo di "abate" viene mantenuto in maniera straordinaria dal rettore della comunità pur non avendo ormai più alcun valore effettivo né essendovi alcuna comunità monastica.
La comunità attuale è composta da 4/8 membri, gran parte dei quali ha preso gli ordini sacri.

## La chiesa del monastero

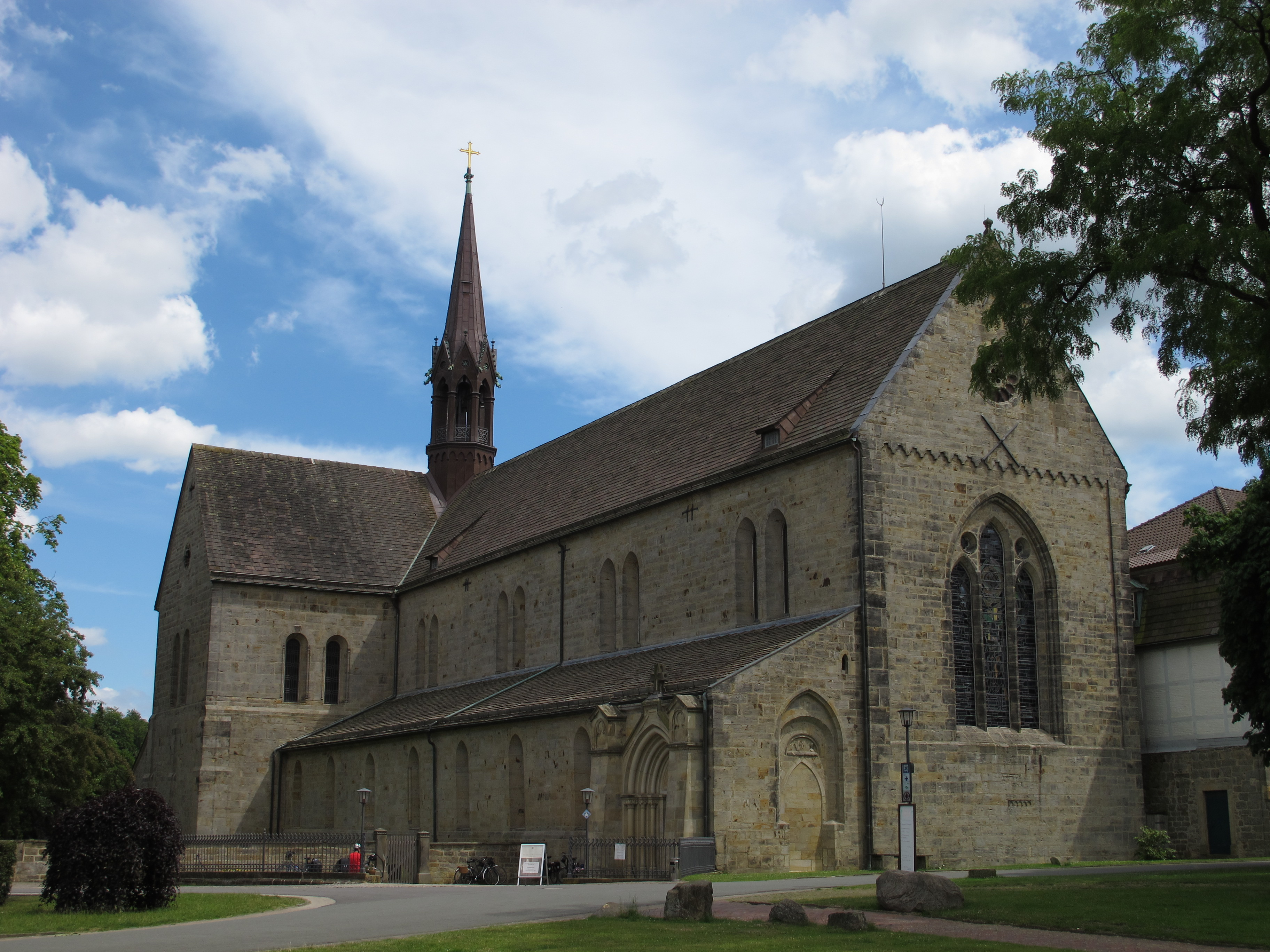
La chiesa del monastero

La chiesa del monastero di origine tardo romanica dedicata a Maria ed a San Giorgio fu probabilmente costruita negli anni dal 1230/40 al 1280 e appartiene quindi al periodo di costruzione più antico del monastero. Essa è rimasta invariata nella sua forma originale impostale dai cistercensi.
La collegiata è stata completamente restaurata negli anni 2010–2012, occasione nella quale sono state ampliate anche le cappelle laterali ed è installato un nuovo organo. Una fusione in bronzo dal titolo "Amplexus" dell'artista Werner Franzen è stata recentemente posta nella chiesa: essa mostra Gesù che si china dalla croce per abbracciare il monaco cistercense Bernardo di Clairvaux e Martin Lutero, anch'egli inginocchiato.

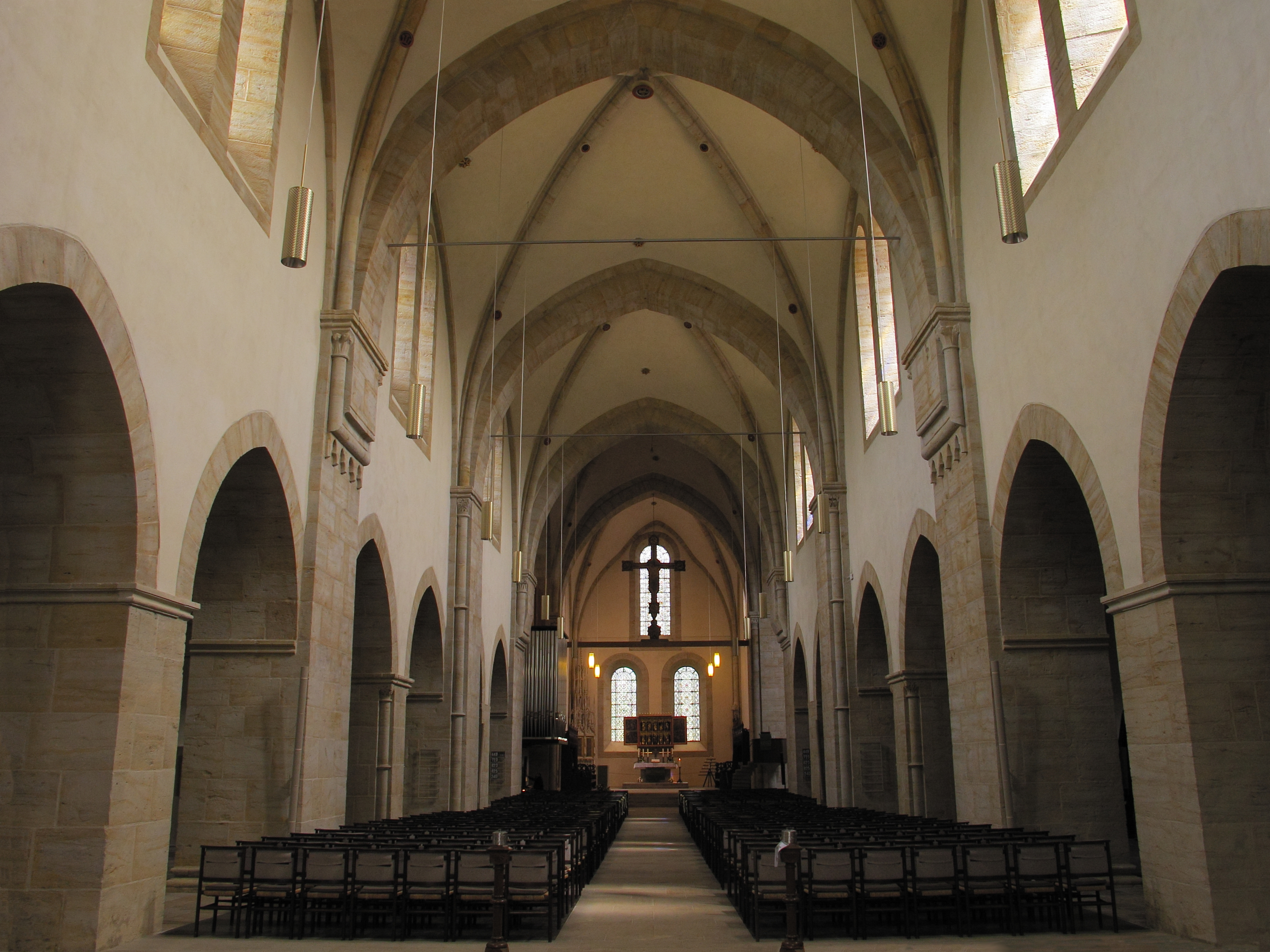
Vista della chiesa dal presbiterio
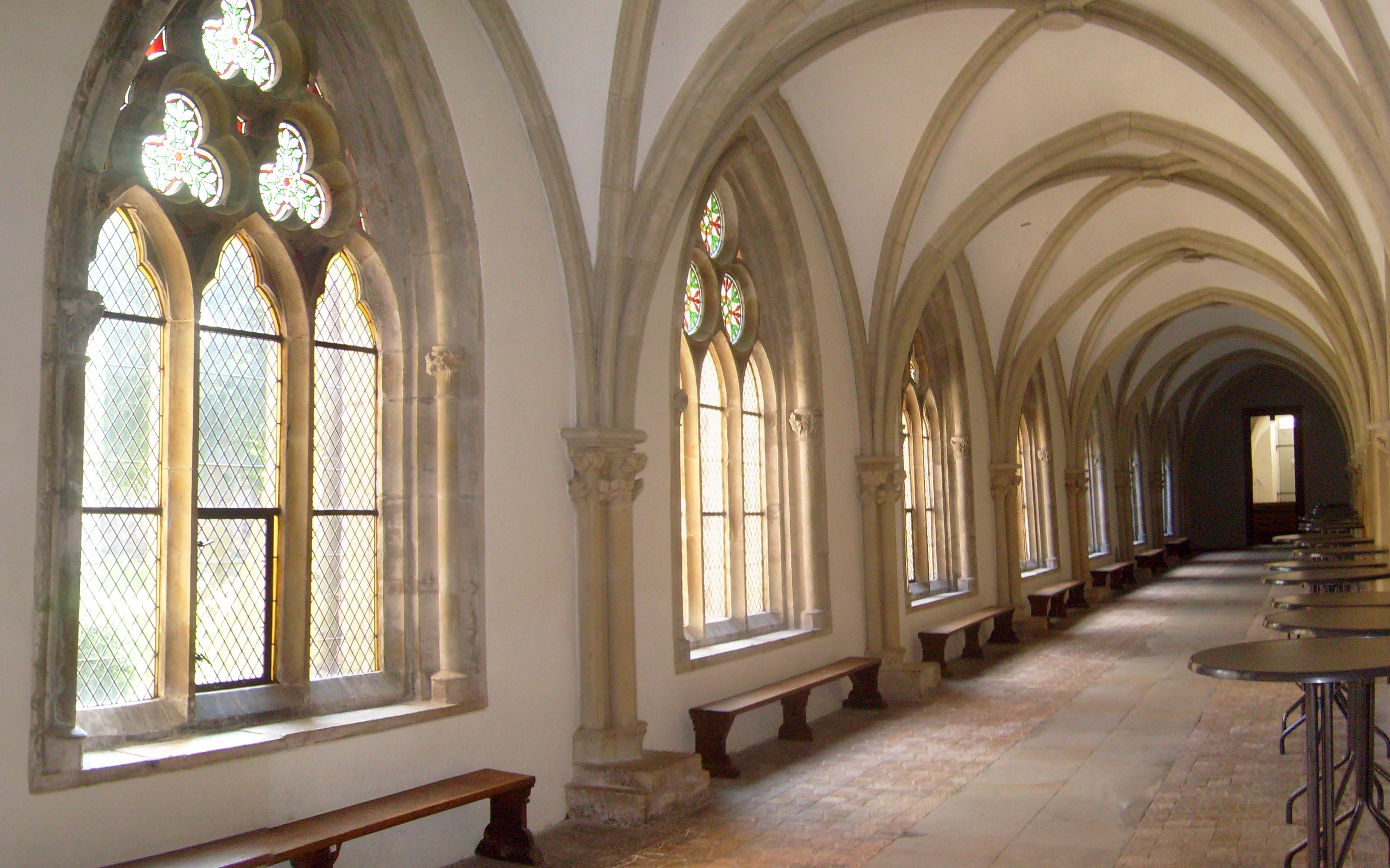
Il chiostro del monastero
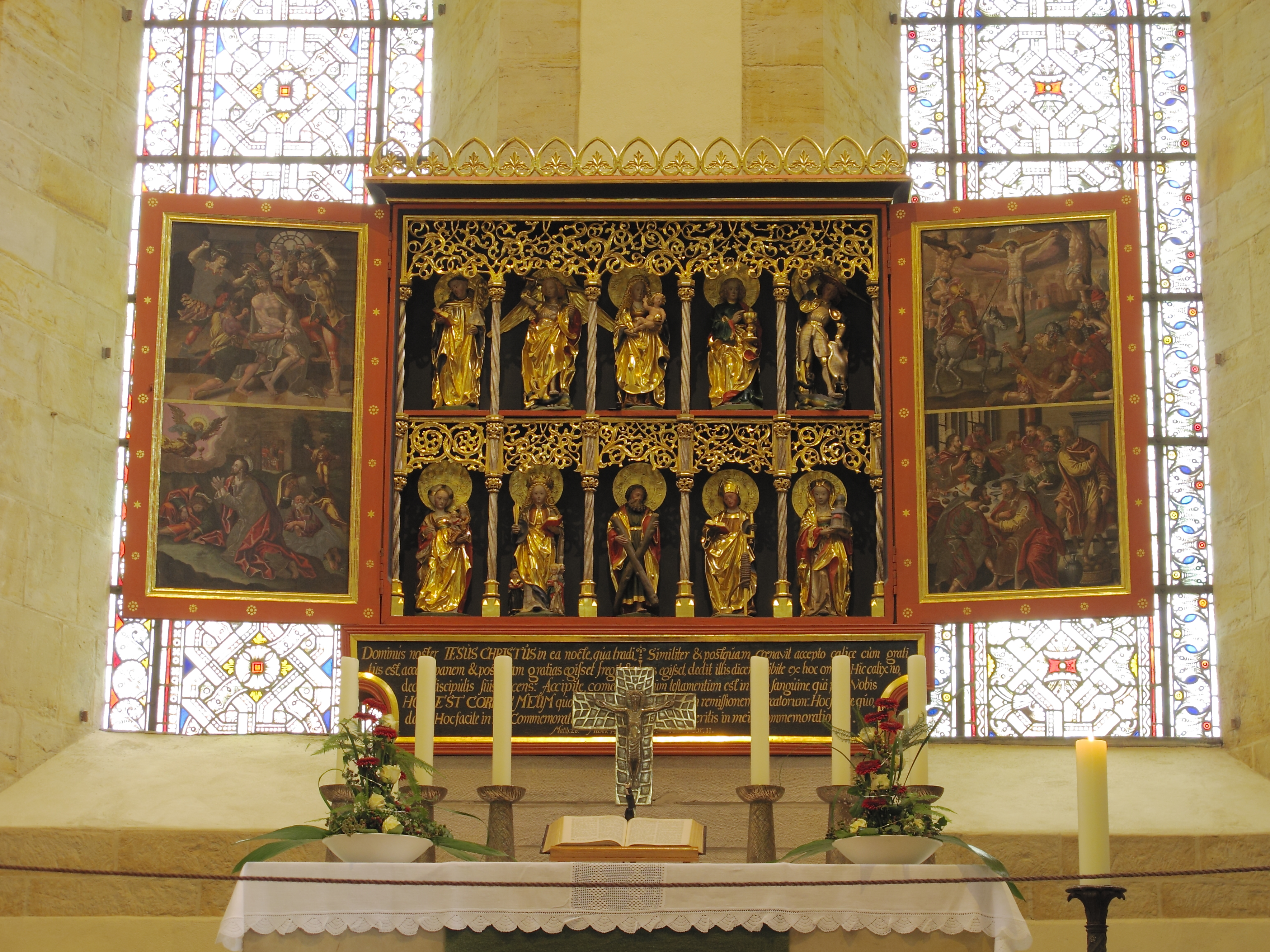
L'altare maggiore
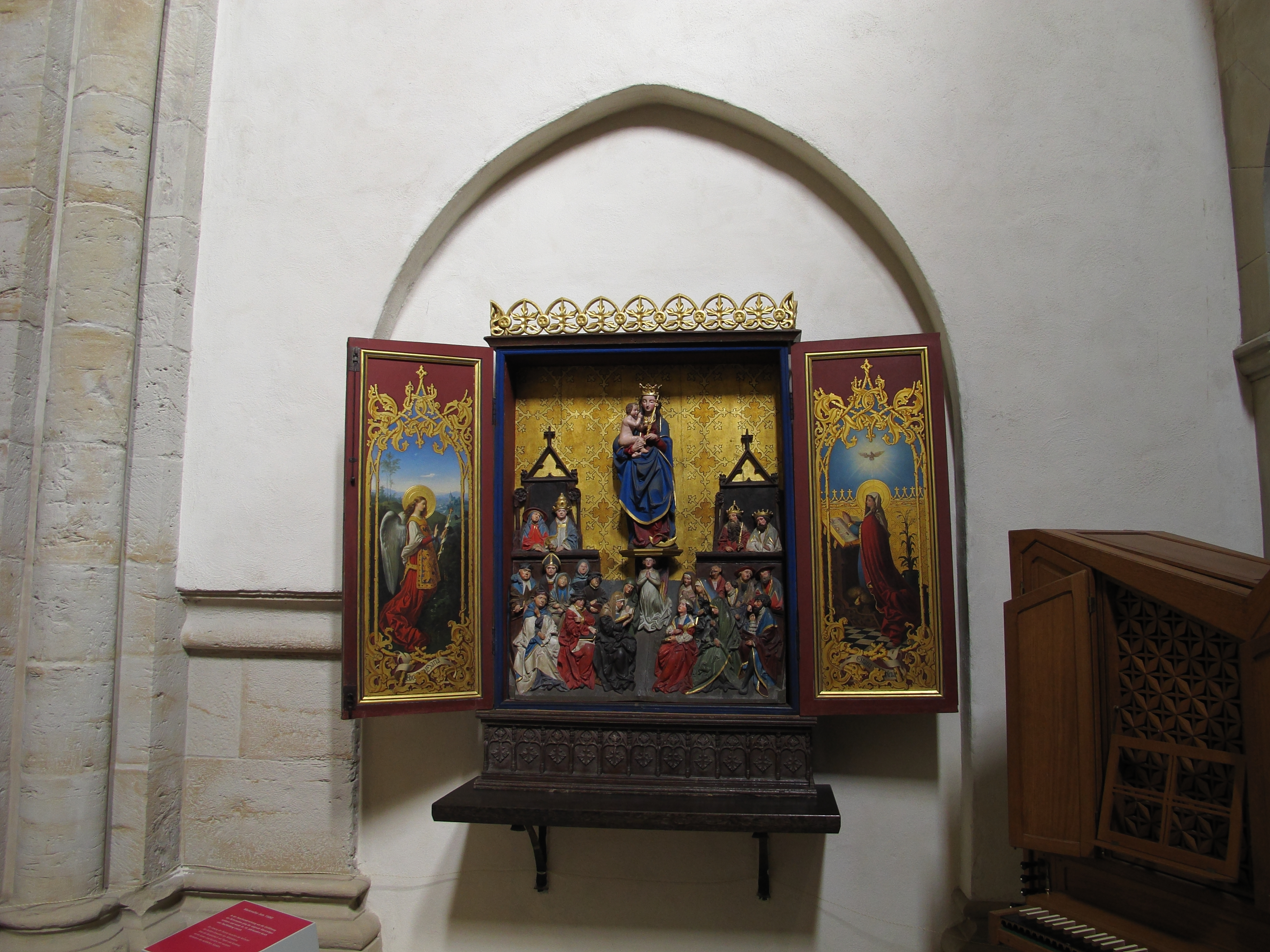
Un altare laterale
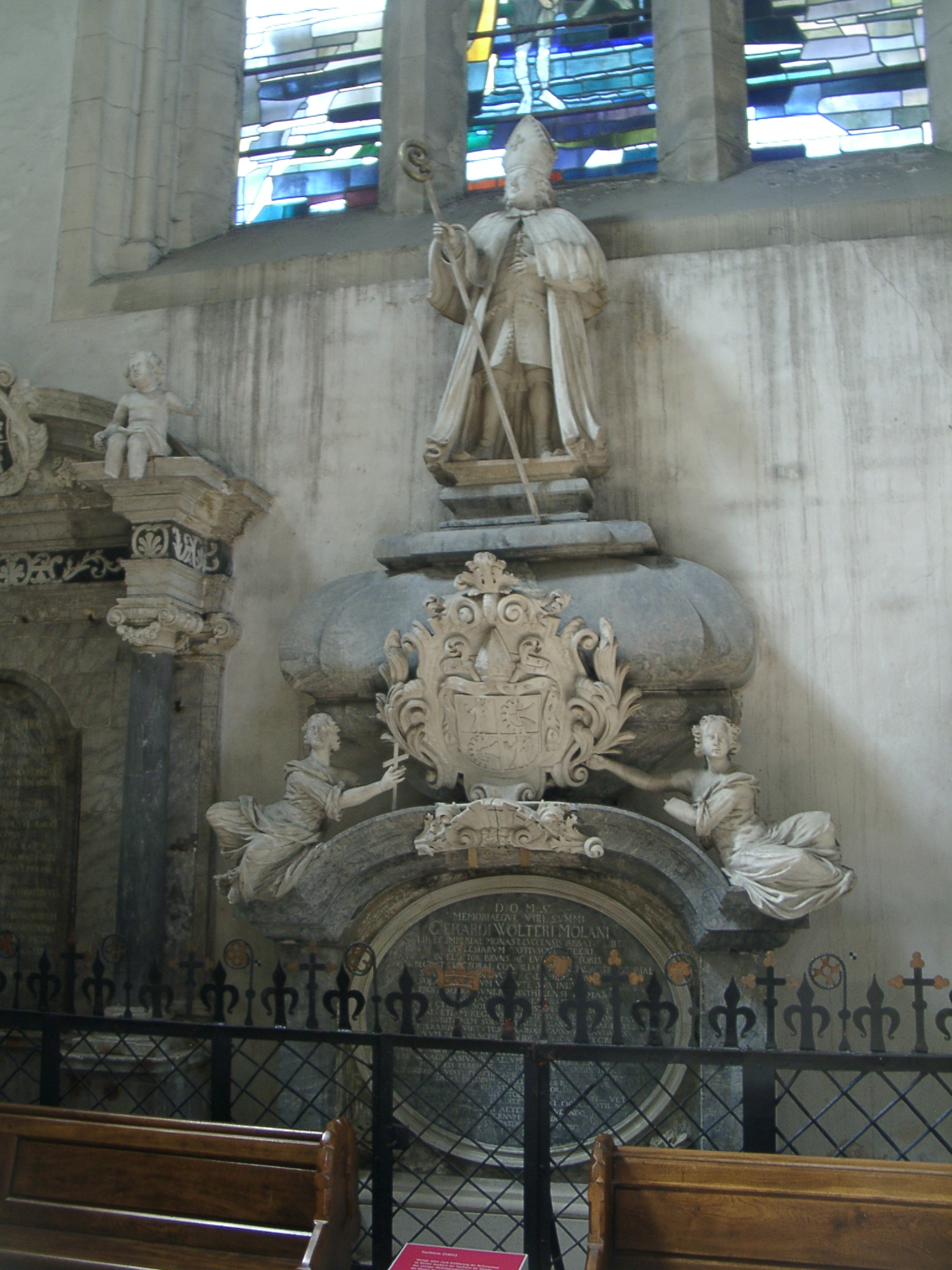
Epitaffio
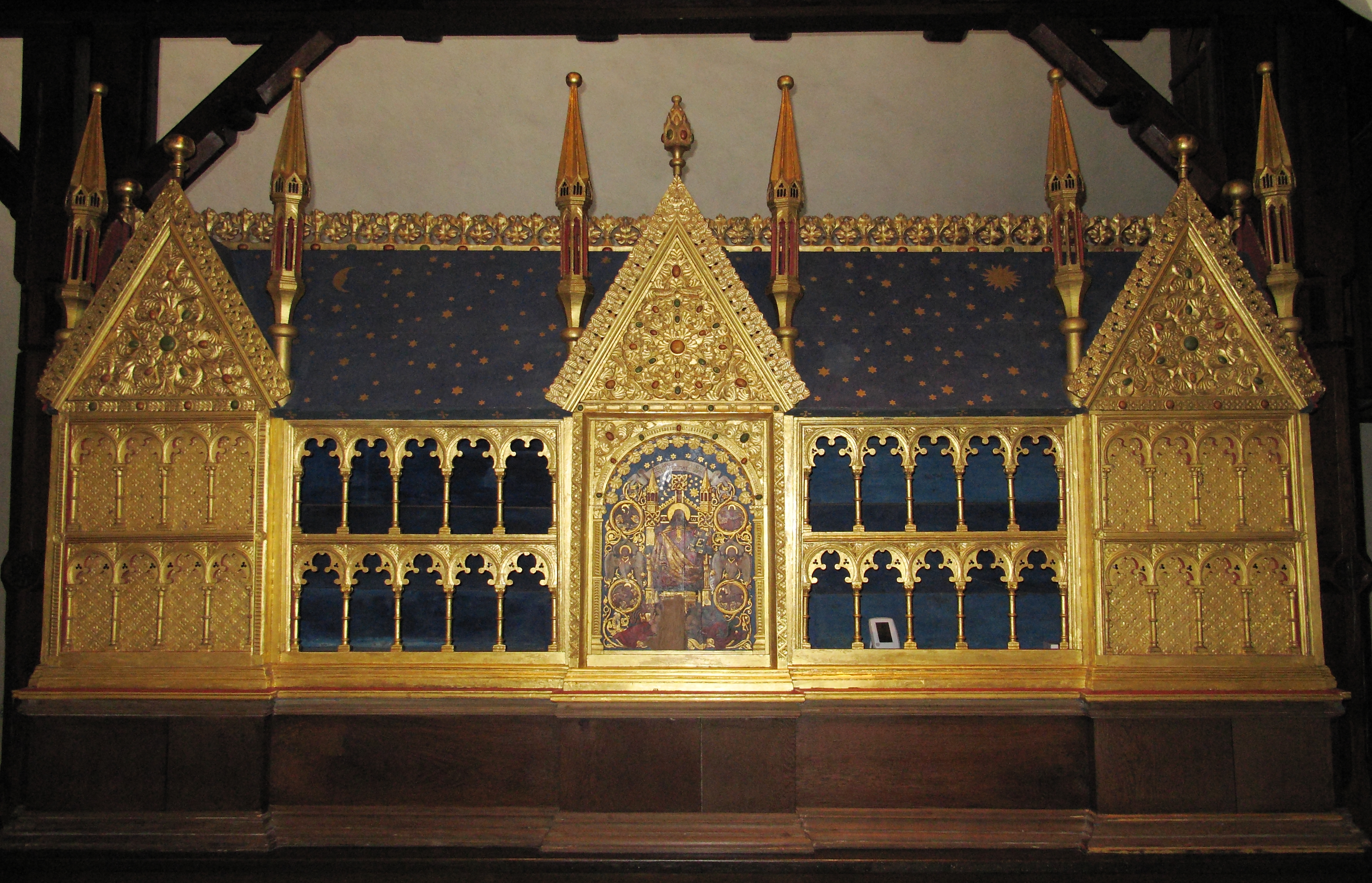
Reliquiario
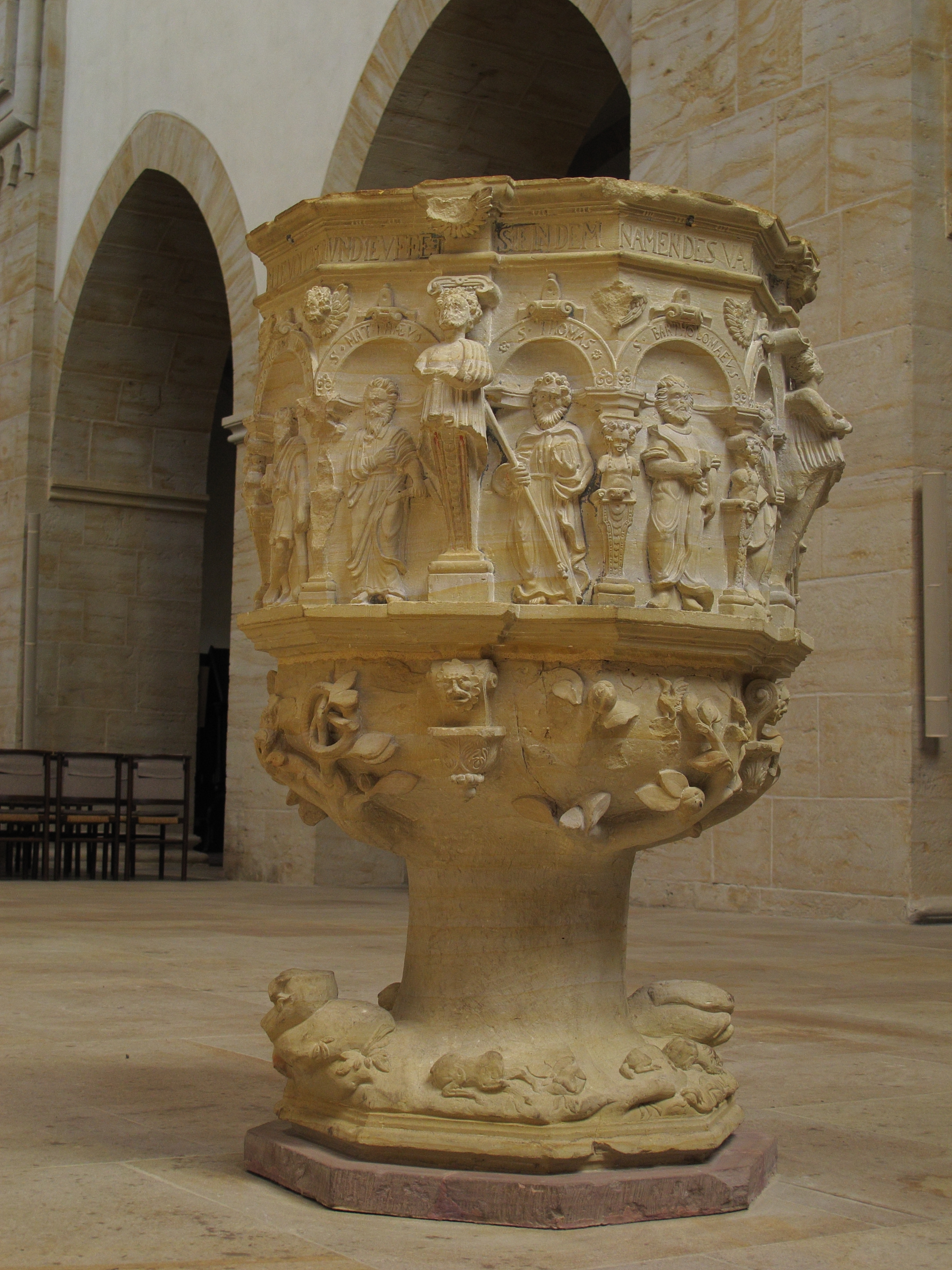
Fonte battesimale
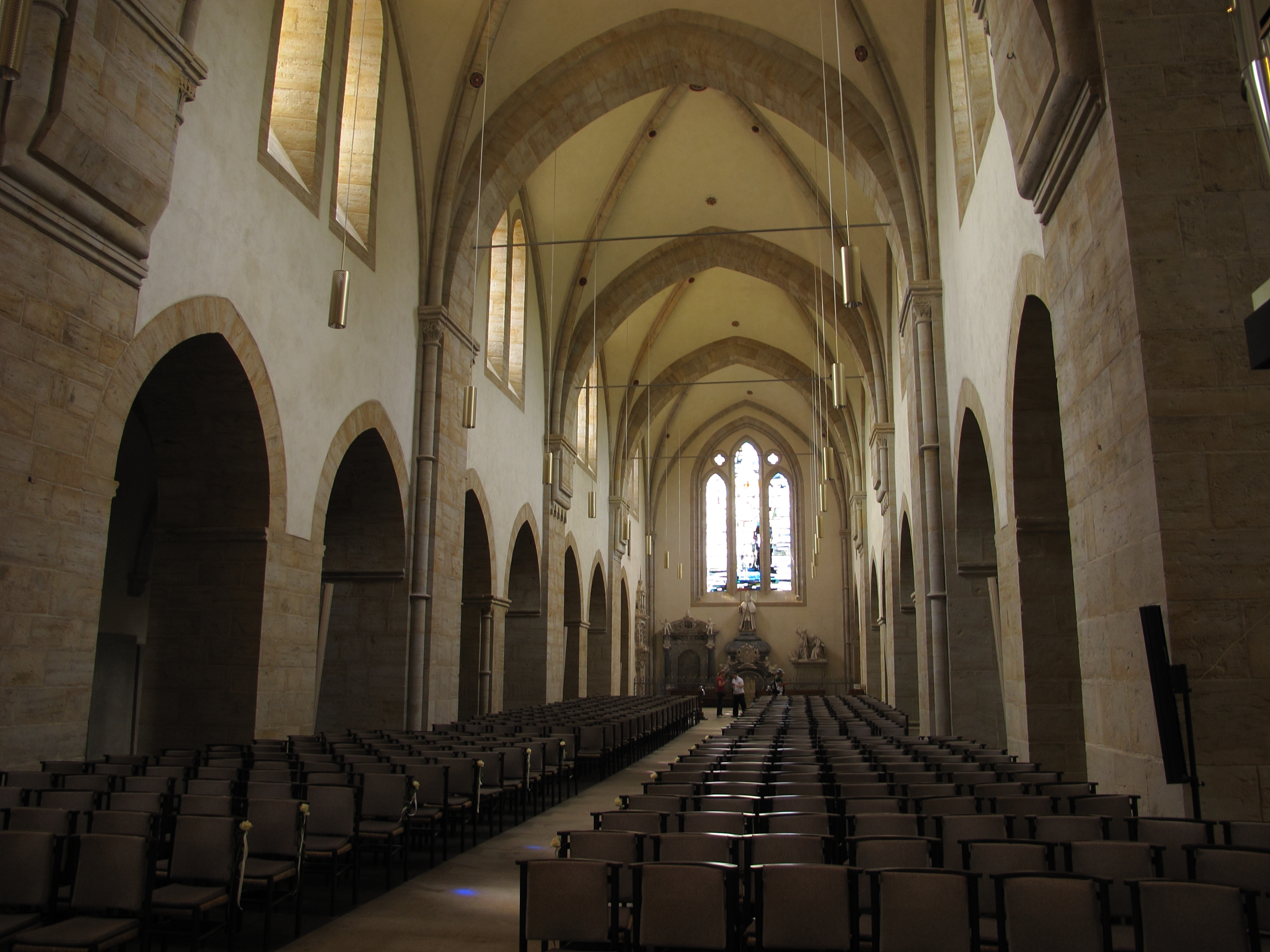
Il transetto ovest

## La caccia alle streghe
Nella zona di Loccum, tra il 1581 ed il 1661, sono stati documentati un totale di 54 processi alle streghe. Il picco dei processi fu raggiunto negli anni tra il 1628 ed il 1638. Circa 33 persone vennero uccise durante questa caccia alle streghe, di cui la maggior parte faceva parte erano membri della città di Wiedensahl. Un ruolo particolare ebbe in questa lotta il pastore protestante Heinrich Rimphoff (1622-1638), detto "il gran cacciatore di streghe" o "il naso per le streghe".

## Abati protestanti
Quello che segue è l'elenco degli abati di fede protestante posti alla guida del monastero:
- Johann VII Fenger (1591–1596)
- Johann VIII Beese (1596–1600)
- Theodor Stracke (1600–1629)
- Johann IX Kitzow, 1629–1657
- Johann X Kotzebue, 1657–1677
- Gerhard Wolter Molanus, 1677–1722
- Just Christopherus Böhmer, 1722–1732
- Georg Wilhelm Ebell, 1732–1770
- Christoph Heinrich Chappuzeau, 1770–1791
- Johann Christoph Salfeld, 1791–1829
- August Ludwig Hoppenstedt, 1830

Sede vacante dal 1830 al 1832
- Friedrich Rupstein, 1832–1876
- Gerhard Uhlhorn, 1878–1901
- Georg Hartwig, 1902–1927
- August Marahrens, 1928–1950
- Johannes Lilje, 1950–1977
- Eduard Lohse, 1977–2000
- Horst Hirschler, dal 2000